# Bo Jackson
Vincent Edward Jackson (Bessemer, Alabama, 30 de noviembre de 1962), más conocido como Bo Jackson, es un exjugador profesional estadounidense de béisbol que se desempeñó en la posición de jardinero izquierdo en las Grandes Ligas de Béisbol (MLB). Logró obtener el premio MVP (jugador más valioso del Juego de Estrellas).

## Carrera
Jackson jugó como profesional cinco temporadas en Kansas City Royals (1986-1990), después pasó a Chicago White Sox (1991-1993), luego a California Angels, donde jugó una temporada (1994), y fue el equipo en el que se retiró.

## Premios
Fue galardonado con el MVP (jugador más valioso del Juego de Estrellas) en una oportunidad (1989).